# Madagaszkári cibetmacskafélék
A madagaszkári cibetmacskafélék (Eupleridae) a ragadozók macskaalkatúak (Feliformia) alrendjének egyik családja kettő alcsaláddal, hét nemmel és tíz jelenleg is élő és egy néhány száz éve kihalt fajjal.
A madagaszkári cibetmacskafélék tagjait korábban a cibetmacskafélék (Viverridae) és a mongúzfélék (Herpestidae) családjaiba sorolták. A család tagjai kizárólag Madagaszkár szigetén honosak, ahol mindenféle élőhelyen előfordulnak.
Kis és közepes termetű fajok, melyek között mongúz- és cibetmacskaszerű megjelenésűek egyaránt vannak, azonban kevés közös tulajdonságuk van, molekuláris sajátságok alapján sorolják őket egy családba. Ennek megfelelően életmódjuk is igen változatos, éjszakai és nappali aktivitásúak egyaránt vannak közöttük, csakúgy, mint talajon mozgók, és elsősorban fán élők is. Elsősorban ragadozók, néhány fajuk azonban nagy mennyiségű növényi táplálékot is fogyaszt.

## Megjelenésük

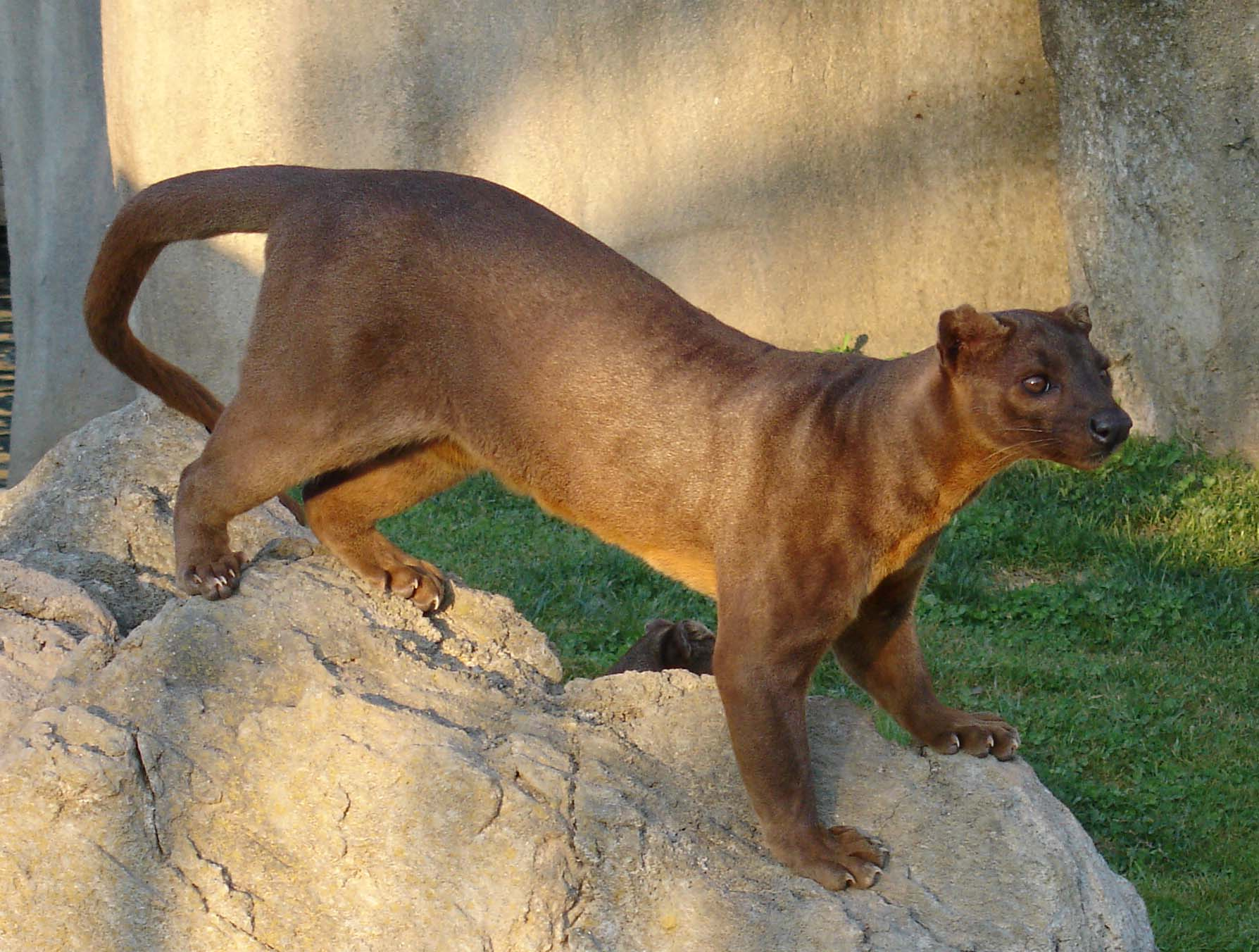
A fossza (Cryptoprocta ferox) a legnagyobb termetű faj a családból

A családba sorolt fajoknak nincs olyan egyöntetű morfológiai bélyege, mely alapján egyértelműen el lehetne őket különíteni a többi ragadozócsaládtól. 
Több fajuknál erős konvergens evolúciós út figyelhető meg, mely miatt ezen állatok igen hasonlítanak más ragadozócsaládokba (elsősorban a mongúzfélék és a cibetmacskafélék, de a fossza esetében a macskafélék családjának) tagjaira is.
A család legnagyobb testű képviselője a fossza, melynek testhossza eléri a 80 centimétert, súlya pedig a 12 kilogrammot is. 
Vele ellentétben a legkisebb madagaszkári mongúzfajok testhossza csak 26 centiméter, súlyuk pedig mindössze 500 gramm.
A család képviselői között szőrzetszínben és mintázatban egyik fajnál sincs ivari dimorfizmus, de néhány fajnál a két nem eltérő méretű lehet. Ahol ez előfordul ott mindig a hímek a nagyobbak.
A család képviselőinek megjelenése karcsú és hosszú. Lábaik többnyire rövidek.
Szőrzetük rövid és sűrű, jellemző színárnyalatuk a barna és a szürke.
A legtöbb faj bundája mintázott, pettyes vagy csíkos. Olykor ez a mintázat csak a farkon figyelhető meg.
Farkuk – a fossza kivételével – rövidebb valamivel, mint a testhosszuk. A fajok többségénél a farok szőrzete bozontos.
Fejük a testükhöz viszonyítva valamennyi fajnál kicsinek tűnik. A fej többnyire erősen hegyes alakú. A fossza feje valamennyi faj közül a leginkább macskaszerű (emiatt is sorolták a korai rendszerezők a macskafélék családjába).

## Elterjedésük, élőhelyük

### Elterjedésük
A madagaszkári cibetmacskafélék családjának valamennyi tagja kizárólag Madagaszkár szigetén honos, ott endemikus faj. A szigetországhoz tartozó többi apró szigeten nem honosak, csak a főszigeten élnek.
A családhoz tartozó fajok a sziget egyetlen őshonos ragadozó emlősei.
Az emberek megtelepedése óta a szigeten három további ragadozófaj jelent meg, az elvadult kutyák és macskák valamint a cibetanyag nyerése miatt betelepített kis cibetmacska (Viverricula indica). Ezek valamennyien igen kártékony fajok a szigeti ökoszisztémára nézve és a madagaszkári cibetmacskáknak is táplálékkonkurrensei, illetve a kisebb fajoknak veszélyes ragadozói is.

A család tagjainak elterjedése kizárólag Madagaszkár szigetére korlátozódik.

### Élőhelyük
A fajok fő élőhelyei az erdős területek. A sziget különböző erdőtípusaiban mindenütt előfordul valamelyik faja a családnak, a keleti parti trópusi esőerdőktől kezdve, a nyugati parti száraz, lombhullató erdőkön át egészen a sziget délkeleti részét borító tövises bozóterdőkig.
A kilenc jelenleg is élő fajból hat talajlakó állat. Csak a fossza mászik rendszeresen fákra és kivételes esetben, főleg táplálék után kutatva olykor a gyűrűsfarkú mongúz (Galidia elegans) is előfordulhat fákon is.
Ez a két faj a legkevésbé élőhelyfüggő a családból és különböző típusú erdőkben is megél, míg az összes többi faj erősen élőhely-specifikus és csak egy adott típusú erdőben fordul csak elő.
A keleti parti esőerdővidék a leginkább fajgazdag madagaszkári mongúzfélékben, itt néhol egy erdőben akár öt faj is élhet együtt. A keleti és délkeleti száraz erdők és bozótosok viszonylag fajszegény élőhelyek, ott többnyire csak egyetlen faj fordul elő, de annak populációnagysága ott többnyire nagyobb, mint az esőerdő-övezetben élő fajoké.

## Életmódjuk

### Aktivitási szokásaik

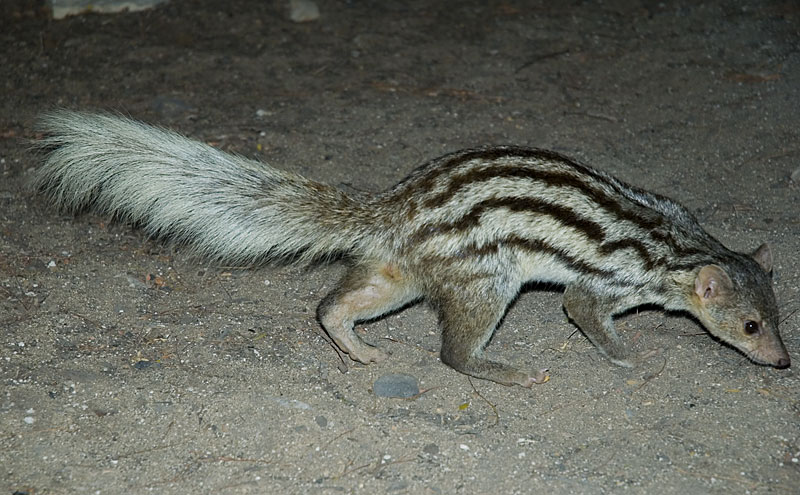
Óriás szélescsíkos mongúz (Galidictis grandidieri)

A családba sorolt fajok aktivitási időszaka eltérő képet mutat. Egyes fajoknál, az úgynevezett „katemaralizmus” figyelhető meg, vagyis nincs kifejezett aktív időszakuk, hanem a nap egészében elosztva figyelhetőek meg aktív és pihenőidőszakok. Más fajok, mint például az óriás szélescsíkos mongúz (Galidictis grandidieri) vagy a madagaszkári cibetmacska (Fossa fossana) kifejezetten éjszakai életmódú faj.
A fajok többségénél pihenőhelyük különböző természetes üregek, szikla- és faodvak szolgálnak, de ezek hiányában önmaguk is ásnak üregeket a talajba. A fajok többsége talajlakó életmódot folytat, de a legtöbb faj jól tud kúszni is és némelyikük jó úszó is.
Némely faj képes bizonyos mértékben alkalmazkodni a sziget szezonális időjárási viszonyaihoz alkalmazkodó táplálékbőséghez is. A fossza zsírt halmoz fel a testében a bőséges időszakokban, míg a falanuk a zsírt főleg a farkában raktározza el. Ezen fajok a kevésbé jó táplálékellátottságú időszakokban ebből a zsírkészletből élnek és a kedvezőtlen időszak végére testtömegüknek akár 25%-át is fel tudják használni életbe maradásuk céljára.

### Szociális szokásaik
A családba sorolt fajok szociális viszonyai is elég eltérőek, bár a legtöbb fajnál erről még nincsenek jól értékelhető információk.
Az alaposan tanulmányozott fajok közül a fossza magányos életmódot folytat, míg a gyűrűsfarkú mongúz családi közösségekben él, melyek a szülőpárból és azok néhány előző évi ivadékából állnak.
A többi mongúzfajnál is megfigyelhető olykor több állat együtt, de a legtöbbször valószínűleg anyaállatok a kölykeikkel.
A gyűrűsfarkú mongúzon kívül jelenleg egyik fajnál sem ismert, hogy a hímek részt vennének az utódok nevelésében. A többi fajnál úgy tűnik, hogy a párzás után a hím végleg elhagyja a nőstényt és egyedül az neveli fel a kölyköket.
A család tagjai territoriális állatok. Revírjüket illatanyagokkal jelölik meg. A territóriumok az elsősorban húsevő fajoknál a legnagyobbak, a fosszánál bizonyos helyeken akár 26 km²-es nagyságúak is lehetnek.

### Táplálkozásuk
A madagaszkári cibetmacskák elsősorban húsevő fajok. Táplálékuk az élőhelyek és az évszaknak megfelelően változhat.
A legnagyobb faj, a fossza elsősorban közepes testű emlősfajokra vadászik, a szigeten honos különböző makifajoknak ez a legfontosabb természetes ellensége.
A falanuk apróbb termeténél és kisebb fogai miatt csak kisebb és puhább testű állatokkal tud táplálkozni, így e faj fő táplálékállatai a földigiliszták és csigák.
A két kilogrammnál kisebb tömegű fajok, javarészt ízeltlábúakkal, puhatestűekkel és kisebb gerincesekkel (kétéltűek, kis gyíkok, madártojások és fiókák, apróbb emlősök – főleg tanrekfélék) táplálkoznak.
Több faj dögöt is fogyaszt, némelyek étrendjében szezonálisan nagy szerephez jut a növényi eredetű táplálék is.

## Szaporodásuk

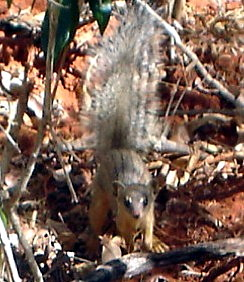
Vékonycsíkos mongúz (Mungotictis decemlineata)

A szaporodási időszak a fajok többségénél szezonális jellegű és a születések a táplálékkal bővebben ellátott esős időszakra esnek.
Vemhességi idejük fajoktól függően 40 és 105 nap között változik.
Alomszámuk viszonylag kevés, a fajok többségénél egy vagy kettő. A fossza kivételesen egyszerre négy utódot is a világra hozhat.
Az újszülött állatok életük első néhány napját jól elrejtett vacokban töltik. Az utódok a fossza esetében sokáig fészeklakó életmódot folytatnak, míg a madagaszkári cibetmacska és a madagaszkári mongúzok kicsinyei elég gyorsan fészekhagyók lesznek és követik szüleiket táplálékszerző útjukra. 
Felnőtt méretüket – fajoktól függően – kettő és négy hónapos korukban érik el.
A szabadban várható élettartamuk nem ismert, fogságban a fossza és a gyűrűsfarkú mongúz 20 éves kornál tovább is élhet.

## Természetvédelmi helyzetük

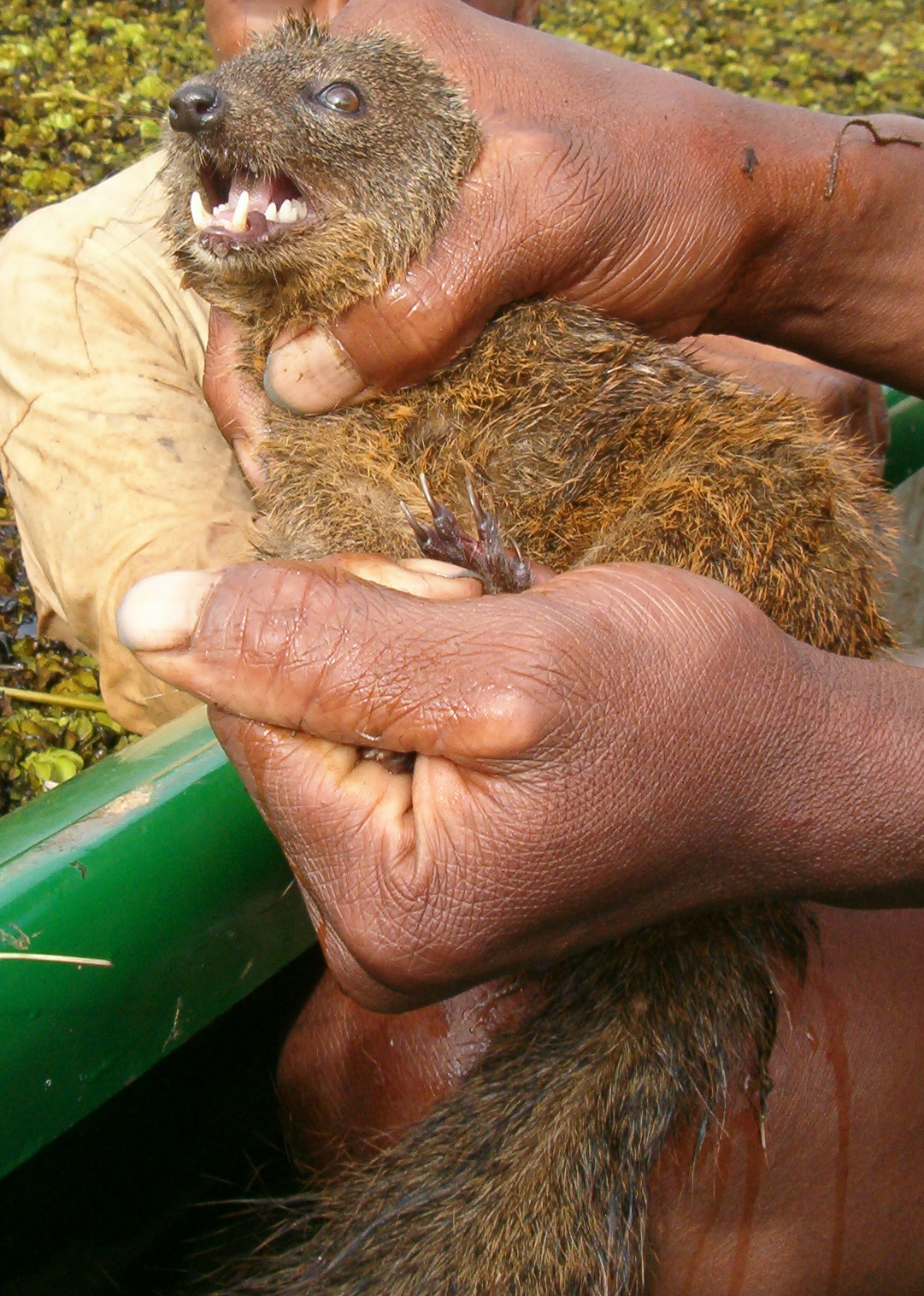
Durrell-mongúz (Salanoia durrelli). Ezen ritka fajt csak 2004-ben fedezték fel az Alaotra-tavat körülvevő nádrengetegben

A madagaszkári cibetmacskákat erdőlakó mivoltuk miatt kedvezőtlenül érinti a szigeten jelenleg is tapasztalható nagyarányú mezőgazdasági és bútorfacélú erdőirtás.
További fenyegető tényezők a szigetre betelepített emlős ragadozók, mint az elvadult kutyák, a kis cibetmacska és a kisebb testű fajok esetében az elvadult házi macskák általi táplálék-konkurencia illetve ezen fajok megjelenése, mint ellenség.
Emellett több fajukra vadásznak is, részben húsuk miatt részben a háziszárnyasokban való károkozásuk miatt.
A fosszáról emellett a helyiek azt is tartják, hogy megtámadja az embert is, bár ezt még sosem bizonyították be.
A fossza közeli rokona, az óriásfossza (Cryptoprocta spelea) néhány száz éve kihalt. Feltehetőleg amikor az első emberek megérkeztek a szigetre még élt, így kihalásában az emberi vadászat, illetve zsákmányállatainak, a különféle óriás makiknak az eltűnése játszhatott közre.
A jelenleg is elő fajok közül a Természetvédelmi Világszövetség (IUCN) Vörös Listáján a óriás szélescsíkú mongúzt (Galidictis grandidieri) és a nyugati falanukot (Eupleres major) a „veszélyeztetett”; míg három faj, a fosszát (Cryptoprocta ferox), a vékonycsíkú mongúzt (Mungotictis decemlineata) és a barnafarkú mongúzt (Salanoia concolor) a „sérülékeny” kategóriába sorolja.
Három további faj, a keleti falanuk (Eupleres goudotii), a madagaszkári cibetmacska (Fossa fossana) és a szélescsíkú mongúz (Galidictis fasciatus) a „mérsékelten veszélyeztetett” kategóriába van besorolva.
Így már egyedül a széles körben elterjedt és jó alkalmazkodó képességű gyűrűsfarkú mongúz (Galidia elegans) az egyetlen faj, amelyik a „nem veszélyeztetett” kategóriában maradt.
A csak 2004-ben felfedezett és önálló fajjá csak 2010-ben nyilvánított Durrell-mongúz (Salanoia durrelli) természetvédelmi helyzete ismeretlen, de valószínűleg ez a faj is veszélyeztetett, mivel Madagaszkár legnagyobb tavát, az Alaotra-tavat körülvevő, egyre fogyatkozó nádrengeteg lakója.

## Rendszerezésük
A családba az alábbi alcsaládok, nemek és fajok tartoznak:

### Euplerinae
A madagaszkári manguszták Euplerinae alcsaládba 3 nem és 3 faj tartozik; ezek nyilvánvalóan egy Afrikából áttutajozott közös ős leszármazottai:
- Cryptoprocta (Bennett, 1833) – 1 élő és egy kihalt faj
  - fossza (Cryptoprocta ferox)
  - óriásfossza (Cryptoprocta spelea) †

- Eupleres (Doyere, 1835) – 2 faj
  - keleti falanuk (Eupleres goudotii)
  - nyugati falanuk (Eupleres major) – korábban a keleti falanukkal azonos fajnak tartották;

- Fossa (Gray, 1865) – 1 faj
  - fanaloka vagy madagaszkári cibetmacska (Fossa fossana)

### Galidiinae
A madagaszkári mongúzok (Galidiinae) alcsaládjába 4 nem és 6 faj tartozik. Ezek ugyancsak egy, Afrikából áttutajozott közös ős utódai (kérdéses, hogy ez azonos-e a madagaszkári manguszták közös ősével):
- Galidia (I. Geoffroy Saint-Hilaire, 1837) – 1 faj
  - gyűrűsfarkú mongúz (Galidia elegans)

- Mungotictis (Pocock, 1915) – 1 faj
  - vékonycsíkos mongúz (Mungotictis decemlineata)

- Salanoia (Gray, 1865) – 2 faj
  - barnafarkú mongúz vagy szalano (Salanoia concolor)
  - Durrell-mongúz (Salanoia durrelli)[7] – Csak 2010-ben fedezték fel.

- Galidictis (Gray, 1865) – 2 faj
  - szélescsíkú mongúz vagy sávos mongúz (Galidictis fasciata)
  - óriás szélescsíkos mongúz (Galidictis grandidieri)

### Leszármazási történetük
A genetikai vizsgálatok eredményeként kiderült, hogy a madagaszkári cibetmacskafélék családja monofiletikus leszármazású, vagyis, hogy minden fajnak egyetlen ősre visszavezethető eredete van. A családon belüli leszármazási vonalak azonban nem teljesen egyértelműek.
A madagaszkári mongúzok alcsaládja feltehetően szintén monofiletkus, bár a barnafarkú mongúz pontos helye a többi faj között még nem teljesen ismert.
A fossza és a madagaszkári cibetmacska egymással közeli rokon fajok. Az alcsaládjukba sorolt harmadik nem, a falanukok helyzete azonban nem ismert, így nem biztos, hogy ez az alcsalád is monofiletikus származású-e.
A család fajainak helyzetét jól szemlélteti az alábbi kladogram:
```
Madagaszkári cibetmacskák (Eupleridae)
  ├──N.N.
  │   ├──Fanaloka 
(Fossa)

  │   └──Fossza 
(Cryptoprocta)

  ├──Falanuk (
Eupleres
, Pontos helye tisztázatlan)
  └──Madagaszkári mongúzok (Galidiinae)
       ├──Gyűrűsfarkú mongúz 
(Galidia)

       └──N.N.
           ├──Csíkos mongúzok 
(Galidictis)

           ├──Barnafarkú mongúz (
Salanoia
, Pontos helye tisztázatlan)
           └──Vékonycsíkú mongúz 
(Mungotictis)
```

Morfológiai és életmódbeli különbözőségük miatt nem sorolták őket egy családba, hanem több különböző ragadozó családokba tartozónak vélték őket. A madagaszkári mongúzok (Galidiinae) alcsaládját a mongúzfélék (Herpestidae) egyik alcsaládjának tartották, az Afrikában és Ázsia déli részén élő mongúzok madagaszkári testvércsoportjának vélve őket.
A falanukot és a madagaszkári cibetmacskát a cibetmacskafélék (Viverridae) alcsaládjába sorolták. A falanukot 1835-ös felfedezésekor – elsősorban rovarevő életmódja miatt – nem is a ragadozók, hanem a rovarevők rendjébe sorolták.
A fossza rendszertani helyzete volt a legváltozóbb. Ezt a fajt a korai rendszerezők a macskafélék (Felidae) családjába sorolták. Később rájöttek tévedésükre és ekkortól különálló alcsalád tagjaként a Cryptoproctidae alcsaládba sorolták a cibetmacskaféléken belül.

## Képek

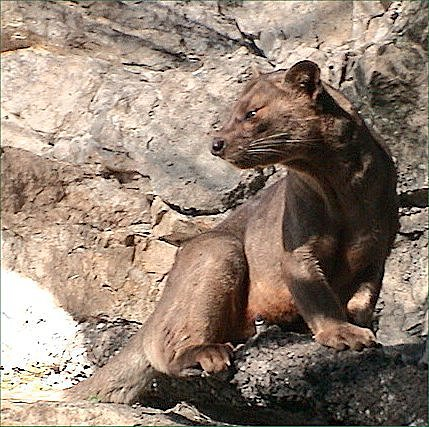
Fossza (Cryptoprocta ferox)

## Fordítás
- Ez a szócikk részben vagy egészben  a   Madagassische Raubtiere című német Wikipédia-szócikk ezen változatának fordításán alapul.  Az eredeti cikk szerkesztőit annak laptörténete sorolja fel. Ez a jelzés csupán a megfogalmazás eredetét és a szerzői jogokat jelzi, nem szolgál a cikkben szereplő információk forrásmegjelöléseként.